# لیوینگستون ای. هولدر، جونیور.
لیوینگستون ای. هولدر، جونیور. (به انگلیسی: Livingston L. Holder, Jr.) فضانورد اهل کشور ایالات متحده آمریکا است که در ۲۹ سپتامبر ۱۹۵۶ میلادی در دیترویت زاده شد.